# Гребний слалом на літніх Олімпійських іграх 2020 — каное-одиночки (жінки)
Змагання з гребного слалому на каное-одиночках серед жінок на літніх Олімпійських іграх 2016 відбувалися 28 і 29 липня на Слаломній трасі Касаї. Змагалися 22 каноеїстки з 22 країн.

## Передісторія
Це перша поява цієї дисципліни на Олімпійських іграх. З метою досягнення гендерної рівності її проводять замість чоловічих каное-двійок.
На змагання кваліфікувалася чинна чемпіонка світу Андреа Герцоґ.

## Формат змагань
Змагання з гребного слалому складаються з трьох раундів: попередні запливи, півфінал і фінал. У попередніх запливах кожна каноеїстка двічі проходить трасу. Зараховується кращий з двох результатів. Найкращі 15 виходять до півфіналу. У півфіналі спортсменки роблять одну спробу. Найкращі десять потрапляють до фіналу. Каноеїстка, що показала найкращий час у фіналі, виграє золоту медаль.
Довжина слаломної траси становить приблизно 250 метрів. Вона має 25 воріт, які байдарочниці мають пройти в правильному напрямку. Штрафний час дають за порушення, як-от проходження воріт з неправильного боку або їх торкання.

## Розклад
Вказано японський стандартний час (UTC+9)
Змагання відбулися упродовж двох днів поспіль.
| Дата                    | Час   | Раунд             |
| ----------------------- | ----- | ----------------- |
| Неділя, 28 липня 2021   | 13:00 | Попередні запливи |
| Вівторок, 29 липня 2021 | 14:00 | Півфінал Фінал    |

## Результати
| Q  | 1  | Джессіка Фокс           | Австралія (AUS)                  | 109.96 | 4  | 110.93 | 4  | 109.96 | 5  | 110.59           | 0                | 1                | 105.04           | 0                | 1                |                  |                  |                  |
| Q  | 2  | Меллорі Франклін        | Велика Британія (GBR)            | 107.51 | 0  | 105.06 | 2  | 105.06 | 1  | 117.75           | 0                | 6                | 108.68           | 2                | 2                |                  |                  |                  |
| Q  | 4  | Андреа Герцоґ           | Німеччина (GER)                  | 113.69 | 2  | 106.34 | 0  | 106.34 | 2  | 114.61           | 2                | 4                | 111.13           | 2                | 3                |                  |                  |                  |
| Q  | 14 | Маржорі Делассюс        | Франція (FRA)                    | 121.74 | 6  | 167.47 | 52 | 121.74 | 17 | 117.71           | 0                | 5                | 115.93           | 0                | 4                |                  |                  |                  |
| Q  | 5  | Надіне Верачніґ         | Австрія (AUT)                    | 112.47 | 0  | 115.56 | 2  | 112.47 | 6  | 119.69           | 0                | 7                | 119.41           | 2                | 5                |                  |                  |                  |
| Q  | 6  | Тереза Фішерова         | Чехія (CZE)                      | 110.45 | 2  | 109.16 | 0  | 109.16 | 3  | 113.23           | 0                | 2                | 120.99           | 4                | 6                |                  |                  |                  |
| Q  | 16 | Вікторія Ус             | Україна (UKR)                    | 123.97 | 2  | 119.05 | 0  | 119.05 | 15 | 122.12           | 2                | 9                | 124.85           | 2                | 7                |                  |                  |                  |
| Q  | 7  | Нурія Віларрубла        | Іспанія (ESP)                    | 118.03 | 2  | 121.00 | 8  | 118.03 | 13 | 119.99           | 2                | 8                | 127.33           | 4                | 8                |                  |                  |                  |
| Q  | 12 | Моніка Шкахова          | Словаччина (SVK)                 | 125.65 | 2  | 116.85 | 2  | 116.85 | 12 | 124.87           | 2                | 10               | 129.39           | 6                | 9                |                  |                  |                  |
| Q  | 3  | Ана Сатіла              | Бразилія (BRA)                   | 120.56 | 4  | 109.90 | 2  | 109.90 | 4  | 114.27           | 0                | 3                | 164.71           | 52               |                  |                  |                  |                  |
| 11 | 8  | Моніка Дорія            | Андорра (AND)                    | 113.78 | 2  | 119.69 | 4  | 113.78 | 9  | 128.32           | 6                | 11               | Завершила виступ | Завершила виступ | Завершила виступ |                  |                  |                  |
| 12 | 15 | Аля Козорог             | Словенія (SLO)                   | 124.08 | 4  | 113.07 | 0  | 113.07 | 8  | 129.72           | 2                | 12               | Завершила виступ | Завершила виступ | Завершила виступ |                  |                  |                  |
| 13 | 10 | Лука Джонс              | Нова Зеландія (NZL)              | 116.55 | 0  | 115.19 | 2  | 115.19 | 11 | 130.39           | 6                | 13               | Завершила виступ | Завершила виступ | Завершила виступ |                  |                  |                  |
| 14 | 11 | Міназова Алсу Філюсівна | Олімпійський комітет Росії (ROC) | 176.02 | 54 | 118.45 | 4  | 118.45 | 14 | 135.80           | 6                | 14               | Завершила виступ | Завершила виступ | Завершила виступ |                  |                  |                  |
| 15 | 18 | Марта Бертончеллі       | Італія (ITA)                     | 121.83 | 0  | 113.91 | 2  | 113.91 | 10 | 145.71           | 2                | 15               | Завершила виступ | Завершила виступ | Завершила виступ |                  |                  |                  |
| 16 | 21 | Алена Маркс             | Швейцарія (SUI)                  | 120.12 | 2  | 150.84 | 4  | 120.12 | 16 | 163.09           | 6                | 16               | Завершила виступ | Завершила виступ | Завершила виступ |                  |                  |                  |
| 17 | 13 | Чень Ши                 | Китай (CHN)                      | 127.36 | 2  | 124.15 | 0  | 124.05 | 18 | 164.99           | 12               | 17               | Завершила виступ | Завершила виступ | Завершила виступ |                  |                  |                  |
| 18 | 9  | Еві Лейбфарт            | США (USA)                        | 115.55 | 2  | 113.06 | 0  | 113.06 | 7  | 183.32           | 50               | 18               | Завершила виступ | Завершила виступ | Завершила виступ | Завершила виступ | Завершила виступ | Завершила виступ |
| 19 | 17 | Александра Стах         | Польща (POL)                     | 145.58 | 2  | 134.03 | 6  | 134.03 | 19 | Завершила виступ | Завершила виступ | Завершила виступ | Завершила виступ | Завершила виступ | Завершила виступ |                  |                  |                  |
| 20 | 21 | Аяно Сато               | Японія (JPN)                     | 161.77 | 8  | 151.03 | 10 | 151.03 | 20 | Завершила виступ | Завершила виступ | Завершила виступ | Завершила виступ | Завершила виступ | Завершила виступ |                  |                  |                  |
| 21 | 22 | Джейн Ніколас           | Острови Кука (COK)               | 151.95 | 6  | 205.74 | 62 | 151.95 | 21 | Завершила виступ | Завершила виступ | Завершила виступ | Завершила виступ | Завершила виступ | Завершила виступ |                  |                  |                  |
| 22 | 19 | Гейлі Деніелс           | Канада (CAN)                     | 152.98 | 8  | 191.00 | 56 | 152.98 | 22 | Завершила виступ | Завершила виступ | Завершила виступ | Завершила виступ | Завершила виступ | Завершила виступ |                  |                  |                  |